# Convocazioni alla Volleyball Challenger Cup femminile 2023
Elenco delle giocatrici convocate per la Volleyball Challenger Cup 2023.

## Colombia
| N° | Nome                  | Ruolo | Data di nascita   | Squadra         |
| -- | --------------------- | ----- | ----------------- | --------------- |
| -  | Antônio Rizola        | All   | 9 agosto 1958     | -               |
| 3  | Dayana Segovia        | O     | 24 marzo 1996     | Vilsbiburg      |
| 4  | Laura Pascua          | S     | 21 dicembre 2002  | ABEL            |
| 5  | Ana Karina Olaya      | S     | 13 settembre 2002 | Porto           |
| 6  | Valerín Carabalí      | C     | 25 ottobre 2000   | Marcq-en-Barœul |
| 7  | Karen Renteria        | O     | 10 ottobre 2003   | -               |
| 9  | Maira Ospino          | C     | 29 luglio 1998    | -               |
| 10 | Juliana Toro          | L     | 29 gennaio 1995   | Amavolei        |
| 13 | Camila Gómez          | L     | 6 luglio 1995     | Pinheiros       |
| 14 | Angie Velásquez       | P     | 13 giugno 2000    | Taubaté         |
| 15 | María Alejandra Marín | P     | 4 novembre 1995   | Marcq-en-Barœul |
| 16 | Melissa Rangel        | C     | 16 ottobre 1994   | Leixões         |
| 19 | Margarita Martínez    | S     | 19 maggio 1995    | Marcq-en-Barœul |
| 20 | Amanda Coneo          | S     | 20 dicembre 1996  | Mulhouse        |
| 23 | Yeny Murillo          | S     | 5 luglio 1999     | Mougins         |

## Croazia
| N° | Nome              | Ruolo | Data di nascita   | Squadra              |
| -- | ----------------- | ----- | ----------------- | -------------------- |
| -  | Ferhat Akbaş      | All   | 12 aprile 1986    | Eczacıbaşı           |
| 1  | Karla Antunović   | P     | 27 marzo 2002     | HAOK Mladost         |
| 2  | Andrea Mihaljević | O     | 21 febbraio 2003  | HAOK Mladost         |
| 3  | Ema Strunjak      | C     | 24 settembre 1999 | Beşiktaş             |
| 4  | Božana Butigan    | C     | 19 agosto 2000    | Bergamo 1991         |
| 6  | Lea Deak          | P     | 27 aprile 2000    | Volero Zurigo        |
| 7  | Laura Miloš       | S     | 20 ottobre 1994   | Saint-Cloud Paris SF |
| 9  | Lucija Mlinar     | S     | 6 maggio 1995     | Edremit Altınoluk    |
| 10 | Dijana Karatović  | S     | 23 luglio 2003    | Kaštela              |
| 11 | Nina Strize       | O     | 14 novembre 2003  | Kaštela              |
| 12 | Josipa Marković   | S     | 25 gennaio 2001   | HAOK Mladost         |
| 14 | Martina Šamadan   | C     | 11 settembre 1993 | Neptunes de Nantes   |
| 16 | Barbara Đapić     | O     | 11 marzo 1995     | Olomouc              |
| 19 | Izabela Štimac    | L     | 12 novembre 2000  | HAOK Mladost         |
| 22 | Mirta Freund      | C     | 4 luglio 2002     | Wiesbaden            |

## Francia
| N° | Nome                  | Ruolo | Data di nascita   | Squadra            |
| -- | --------------------- | ----- | ----------------- | ------------------ |
| -  | Émile Rousseaux       | All   | 3 aprile 1961     | IFVB               |
| 1  | Héléna Cazaute        | S     | 17 dicembre 1997  | Chieri '76         |
| 3  | Amandine Giardino     | L     | 30 marzo 1995     | Venelles           |
| 4  | Christina Bauer       | C     | 1º gennaio 1988   | Venelles           |
| 9  | Nina Stojiljković     | P     | 1º settembre 1996 | Kamnik             |
| 11 | Lucille Gicquel       | O     | 13 novembre 1997  | Cuneo Granda       |
| 15 | Amandha Sylves        | C     | 29 dicembre 2000  | Firenze            |
| 21 | Eva Elouga            | C     | 14 ottobre 1999   | Chamalières        |
| 23 | Léandra Olinga-Andela | C     | 12 agosto 1997    | Mulhouse           |
| 63 | Emilie Respaut        | P     | 25 aprile 2003    | Neptunes de Nantes |
| 75 | Guewe Diouf           | O     | 15 giugno 2002    | Chamalières        |
| 88 | Amélie Rotar          | S     | 24 ottobre 2000   | Béziers            |
| 91 | Halimatou Bah         | S     | 21 dicembre 2003  | Chamalières        |
| 98 | Sabine Haewegene      | S     | 9 maggio 1994     | Chamalières        |
| 99 | Juliette Gelin        | L     | 2 novembre 2001   | RC Cannes          |

## Kenya
| N° | Nome              | Ruolo | Data di nascita  | Squadra               |
| -- | ----------------- | ----- | ---------------- | --------------------- |
| -  | Luizomar de Moura | All   | 26 maggio 1966   | Osasco                |
| 2  | Veronica Oluoch   | S     | 5 giugno 1999    | Tarsus                |
| 4  | Leonida Kasaya    | L     | 10 ottobre 1993  | Kenya Pipeline        |
| 5  | Sharon Kiprono    | O     | 26 ottobre 1998  | Arīs Salonicco        |
| 6  | Belinda Barasa    | C     | 28 aprile 2001   | Kenya Commercial Bank |
| 7  | Emmaculate Misoki | P     | 6 giugno 2003    | Kenya Commercial Bank |
| 8  | Trizah Atuka      | C     | 14 aprile 1992   | Kenya Pipeline        |
| 11 | Loise Simiyu      | O     | 20 agosto 2001   | Kenya Pipeline        |
| 13 | Juliana Namutira  | S     | 15 maggio 1999   | Kenya Commercial Bank |
| 14 | Mercy Moim        | S     | 1º gennaio 1989  | Kenya Commercial Bank |
| 15 | Lorine Kaei       | S     | 8 ottobre 1989   | Kenya Prisons         |
| 16 | Agripina Kundu    | L     | 24 aprile 1993   | Kenya Pipeline        |
| 17 | Rose Magoi        | P     | 20 dicembre 1990 | Kenya Pipeline        |
| 18 | Jemimah Siangu    | C     | 27 luglio 1998   | DCI                   |
| 19 | Edith Mukuvilani  | C     | 20 luglio 1994   | Kenya Commercial Bank |

## Messico
| N° | Nome                     | Ruolo | Data di nascita  | Squadra              |
| -- | ------------------------ | ----- | ---------------- | -------------------- |
| -  | Nicola Negro             | All   | 10 gennaio 1980  | Minas                |
| 1  | Ivone Martínez           | P     | 3 febbraio 1997  | Alcobendas           |
| 3  | Sara Cantu               | C     | 10 agosto 2004   | ITESM Chihuahua      |
| 4  | María Fernanda Rodríguez | O     | 23 giugno 1997   | Sporting Lisbona     |
| 5  | Andrea Rangel            | O     | 19 maggio 1993   | Changas de Naranjito |
| 6  | Grecia Castro            | S     | 5 marzo 2001     | Vitória              |
| 9  | Maria Vela               | P     | 19 maggio 2000   | Tirana               |
| 10 | Daniela Siller           | S     | 25 marzo 2000    | UDEM                 |
| 11 | Jocelyn Urías            | C     | 12 febbraio 1996 | Quimper              |
| 12 | Joseline Landeros        | L     | 20 dicembre 2000 | Kairós               |
| 13 | Paola Laborda-Echevarría | L     | 26 novembre 2000 | Tennessee            |
| 15 | Karen Rivera             | O     | 20 maggio 1999   | Chihuahua            |
| 20 | Aimé Topete              | S     | 16 ottobre 2005  | -                    |
| 22 | Andrea Elicerio          | C     | 22 gennaio 2002  | Tigrillas UANL       |
| 25 | Karina Flores            | C     | 16 agosto 1998   | Anorthōsīs           |

## Svezia
| N° | Nome               | Ruolo | Data di nascita   | Squadra               |
| -- | ------------------ | ----- | ----------------- | --------------------- |
| -  | Lauri Hakala       | All   | 23 agosto 1982    | -                     |
| 1  | Elsa Arrestad      | C     | 26 dicembre 1998  | Örebro                |
| 3  | Linda Andersson    | C     | 12 gennaio 1998   | Neuwied               |
| 4  | Jonna Wasserfaller | C     | 20 aprile 1994    | Hylte/Halmstad        |
| 9  | Rebecka Lazić      | S     | 24 novembre 1994  | RC Cannes             |
| 10 | Isabelle Haak      | O     | 11 luglio 1999    | Imoco                 |
| 11 | Alexandra Lazić    | S     | 24 settembre 1994 | Wealth Planet Perugia |
| 12 | Hilda Gustafsson   | P     | 24 dicembre 2002  | Haris                 |
| 13 | Filippa Brink      | L     | 22 ottobre 2001   | Engelholms            |
| 16 | Vilma Andersson    | P     | 4 dicembre 1999   | Genève                |
| 17 | Anna Haak          | S     | 19 settembre 1996 | Mulhouse              |
| 18 | Julia Nilsson      | C     | 2 maggio 1997     | Engelholms            |
| 21 | Elin Larsson       | S     | 2 marzo 2003      | Portland              |
| 25 | Emmy Andersson     | L     | 3 maggio 1998     | Hylte/Halmstad        |
| 27 | Paulina Lindberg   | O     | 19 maggio 2002    | Örebro                |

## Ucraina
| N° | Nome                | Ruolo | Data di nascita   | Squadra     |
| -- | ------------------- | ----- | ----------------- | ----------- |
| -  | Ivan Petkov         | All   | 18 ottobre 1976   | Prometej    |
| 1  | Oleksandra Milenko  | S     | 29 giugno 1999    | Prometej    |
| 2  | Diana Karpec'       | C     | 6 agosto 1996     | -           |
| 4  | Alika Lutsenko      | L     | 11 giugno 2003    | Alanta      |
| 6  | Krystyna Nemceva    | L     | 15 giugno 1998    | Prometej    |
| 7  | Svitlana Lidiaieva  | C     | 11 dicembre 1993  | Prometej    |
| 9  | Viktoria Oliinyk    | P     | 2 marzo 2000      | Békéscsabai |
| 14 | Dar'ja Velykokon'   | P     | 11 aprile 2002    | Prometej    |
| 16 | Anastasiia Maievska | C     | 6 gennaio 2001    | Prometej    |
| 17 | Yevheniia Khober    | O     | 12 marzo 2001     | Prometej    |
| 19 | Viktoriia Danchak   | C     | 11 gennaio 2000   | Prometej    |
| 23 | Yuliya Dymar        | S     | 3 dicembre 1994   | Calais      |
| 24 | Anastasija Černucha | O     | 15 aprile 1995    | UNI Opole   |
| 26 | Ulyana Kotar        | C     | 26 ottobre 2000   | Prometej    |
| 29 | Nadija Kodola       | S     | 29 settembre 1988 | Bolu        |

## Vietnam
| N° | Nome                 | Ruolo | Data di nascita  | Squadra         |
| -- | -------------------- | ----- | ---------------- | --------------- |
| -  | Nguyễn Tuấn Kiệt     | All   | -                | Than Quảng Ninh |
| 3  | Trần Thị Thanh Thúy  | S     | 12 novembre 1997 | PFU BlueCats    |
| 6  | Nguyễn Thị Kim Liên  | L     | 10 febbraio 1993 | Ninh Bình       |
| 8  | Phạm Thị Nguyệt Anh  | S     | 13 dicembre 1998 | Thông Tin       |
| 9  | Trần Thị Bích Thủy   | C     | 12 novembre 2000 | Đức Giang       |
| 11 | Hoàng Thị Kiều Trinh | O     | 11 febbraio 2001 | Thông Tin       |
| 12 | Nguyễn Khánh Đang    | L     | 3 ottobre 2000   | VTV Long An     |
| 14 | Võ Thị Kim Thoa      | P     | 18 marzo 1998    | VTV Long An     |
| 15 | Nguyễn Thị Trinh     | C     | 9 maggio 1997    | Ninh Bình       |
| 16 | Vi Thị Như Quỳnh     | S     | 16 aprile 2002   | Than Quảng Ninh |
| 17 | Đoàn Thị Xuân        | O     | 17 maggio 1997   | Than Quảng Ninh |
| 19 | Đoàn Thị Lâm Oanh    | P     | 6 luglio 1998    | Thông Tin       |
| 20 | Trần Tú Linh         | S     | 7 ottobre 1999   | Đức Giang       |
| 22 | Lý Thị Luyến         | C     | 22 febbraio 1999 | Đức Giang       |
| 23 | Đinh Thị Trà Giang   | C     | 26 giugno 1992   | Vietinbank      |